# Insumo
El insumo es todo aquello disponible para el uso y el desarrollo de la vida humana, desde lo que encontramos en la naturaleza, hasta lo que creamos nosotros mismos, es decir, la materia prima de una cosa. En general los insumos pierden sus propiedades y características para transformarse y formar parte del producto final.
Para el uso de servicios de salud a los recursos de entrada al proceso cuyo flujo de salida es el servicio entregado. Es el material inicial (materia prima, subproducto) que se incorpora al proceso para satisfacer necesidades como comer, correr y hacer necesidades. A veces se distingue entre insumos y bienes de consumo, siendo los primeros bienes intermedios usados para la producción de un bien cuyo destino último es ser directamente usado sin ser transformado (bien de consumo).

## Tipos de insumos
Básicamente, los insumos se pueden dividir en dos tipos: trabajo (o mano de obra) y 'capital', este capital es el que se conoce como capital "físico o productivo" (maquinaria, equipo, instalaciones, tecnología en general), que es distinto al capital "financiero" (líquido). En algunas versiones anteriores se añadía un tercer tipo de insumo denominado "tierra" que en sentido general se refería a cualquier tipo de recurso natural empleado en la producción.
Por lo general los insumos se miden en "flujos", en lugar de "niveles" (stocks). 
Los insumos para su análisis pueden ser considerados también como insumos fijos o insumos variables. Si el insumo trabajo es fijo entonces se considerará variable el capital, y si se considera el insumo capital como fijo, entonces el trabajo sería el insumo variable.